# Lukla
Lukla is een plaats in de dorpscommissie Chaurikharka (of: Chaurikhark), in het district  Solukhumbu in het noordoosten van Nepal. Het dorp is gesitueerd op 2850 meter hoogte en een populaire plaats voor toeristen omdat het een van de startplaatsen is voor het beklimmen van de Mount Everest.
In Lukla bevindt zich luchthaven Lukla, waarvandaan elke dag vluchten zijn naar de hoofdstad Kathmandu.

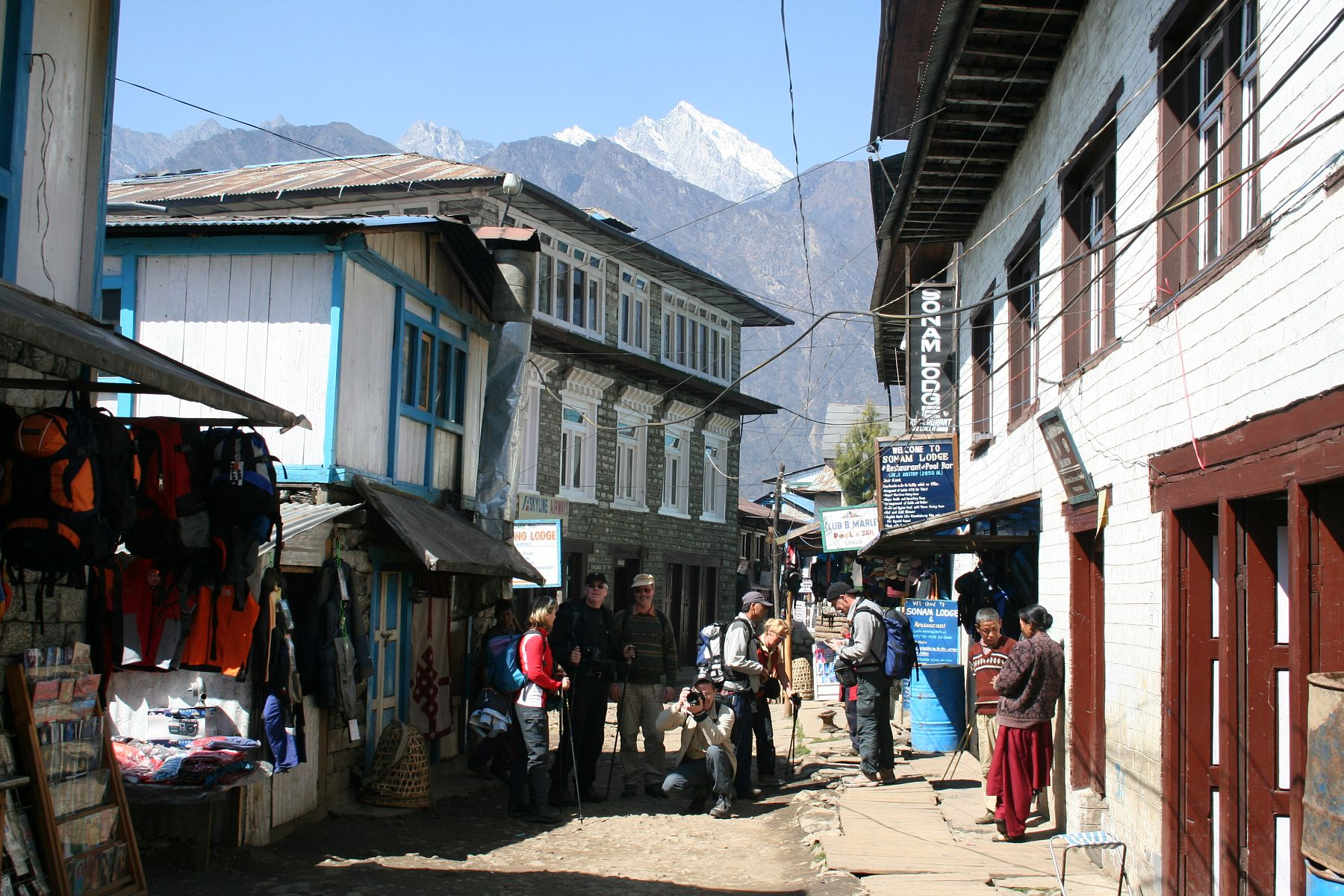
De hoofdstraat van het dorpje